# Santiago Bueno
Santiago Ignacio Bueno Sciutto (Montevideo, Uruguai, 9 de novembre de 1998) és un futbolista professional uruguaià que juga com a defensa central o lateral esquerre pel Wolverhampton Wanderers FC de la Premier League i per la selecció de l'Uruguai.

## Carrera de club

### Peñarol
Nascut a Montevideo, Bueno es va incorporar al Peñarol el 2009, amb deu anys. El 5 de gener de 2016 va ascendir a la plantilla del primer equip.
Bueno va fer el seu debut no oficial amb el primer equip el 23 de gener de 2016, jugant tota la segona part d'un empat 1-1 contra el Club Libertad al torneig amistós de la Copa Antel.

### FC Barcelona
El 31 de gener de 2017, en el mercat d'hivern, el FC Barcelona B va arribar a un acord amb el Peñarol per a la cessió de Bueno. Va signar un contracte de dos anys i mig amb els catalans. El Barcelona havia seguit la seva progressió durant un any abans de fitxar-lo.

#### Peralada (cessions)
El 24 de gener de 2018, Bueno va ser cedit al CF Peralada-Girona B de Segona Divisió B fins al final de la temporada.
Va tornar al Peralada-Girona B el 31 d'agost de 2018 per un segon període de cessió.

### Girona
El 19 d'agost de 2019, Bueno va signar un contracte de cinc anys amb el Girona FC a segona divisió, com a agent lliure. Va debutar amb el club el 19 de desembre, començant com a titular en una victòria fora de casa per 2-1 contra el Linares Deportivo a la Copa del Rei d'aquella temporada.
Bueno va fer el seu debut professional el 20 de juliol de 2020, substituint Christian Rivera en una derrota per 2-0 contra l'AD Alcorcón al campionat de Segona Divisió.

## Carrera internacional
Bueno ha representat l'Uruguai a nivells internacionals juvenils sub-17 i sub-20. El desembre de 2019, va ser convocat a l'equip sub-23 per al Torneig Preolímpic CONMEBOL 2020.
El 21 d'octubre de 2022, Bueno va ser inclòs a l'equip preliminar de 55 jugadors de l'Uruguai per a la Copa del Món de la FIFA 2022.

## Vida personal
Bueno és el germà petit del futbolista professional Gastón Bueno. El seu cosí Gonzalo Bueno és un antic internacional juvenil uruguaià.

## Palmarès
Uruguai sub-20
- Campionat sud-americà de futbol juvenil: 2017[23]